# РС-28 Сармат
МБР «Сармат» (РС-28, за класифікацією НАТО Satan-2) — російський стратегічний ракетний комплекс п'ятого покоління шахтного базування, з важкою багатоступінчастою рідинною міжконтинентальною балістичною ракетою (МБР).
Є продовженням розвитку комплексу четвертого покоління Р-36М «Воєвода» і відрізняється від нього масованими засобами захисту від ПРО шляхом КАЗ шахти, суборбітальної траєкторії, більшим ніж на звичайних МБР завантаженням помилкових цілей, а також високоточними гіперзвуковими маневруючими бойовими блоками.

## Опис та історія
За даними Росії, боєголовки Ю-71 мали дозволяти застосовувати російські та радянські МБР у локальних війнах по стратегії «глобального удару», з ураженням стратегічних об'єктів кінетичною енергією боєголовки без використання ядерного вибуху. Гіперзвукові маневруючі боєголовки шляхом маневрування мали б вражати рухомі цілі й на думку експертів США, афільованих з РФ, при розвитку в протикорабельні озброєння представляють головну перспективну загрозу великим кораблям США, тому що можуть їх вражати попри найдосконаліші системи ПРО. Один з проєктів такого класу, китайська балістична ракета DF-21D для знищення авіаносців США, маневрує боєголовкою, що наводиться розвідувальними супутниками Яоагань, вже реалізований практично.
Закладена в ракеті технологія «орбітального бомбардування» з завдаванням удару по території США по суборбітальній траєкторії через Південний Полюс в обхід розгорнутих засобів ПРО також дозволяє досить просто за допомогою Сармата здійснювати запуски цивільних космічних апаратів і ймовірно так буде утилізуватися ракета в кінці служби повертаючи істотну частину вкладених інвестицій.
Ключові технології ракети вже успішно пройшли випробування. Ракета використовує модернізовану версію вже перевіреного на практиці для Р-36М російського двигуна РД-264 і тому випробування рухової установки були порівняно швидко й успішно завершені. 25 жовтня 2016 року жителі селищ близько полігону Кура змогли стати свідками успішного випробування гіперзвукової маневруючої боєголовки Ю-71 і навіть зняти плазмовий слід за Ю-71, яка виконувала маневрування в атмосфері.
Наприкінці 2014 року командувач ракетними військами стратегічного призначення РФ Сергій Каракаєв анонсував, що до 2020 року нова важка міжконтинентальна балістична ракета «Сармат» надійде на озброєння, розробка ракетного комплексу «проводиться у суворій відповідності до затвердженого графіка робіт». Менш ніж через пів року заступник міністр оборони росії пообіцяв, що вже у 2018—2019 роках розпочнеться серійне постачання ракет «Сармат», проте це не було здійснено, а в червні 2018 року було анонсовано, що «Сармат» буде передано у війська вже у 2020 році.
Наприкінці 2020 року Сергій Каракаєв знову повідомив, що переозброєння на новий ракетний комплекс російські війська почнуть з 2021 року, але у червні 2021 року віцепрем'єр Юрій Борисов пообіцяв лише провести випробування «Сармата».
20 квітня 2022 року пройшов перший випробувальний пуск ракети у рамках держвипробувань, після завершення яких її мають прийняти на озброєння. Пуск виконано з шахтної пускової установки в Архангельській області.
Колишній очільник "Роскосмосу" Дмитро Рогозін пообіцяв восени 2022 року розпочати серійне постачання комплексу армії, згодом ще двічі робив заяви про «Сармат»: обіцяв поставити на озброєння до грудня 2022 року, а потім пообіцяв поставити на чергування близько 50 ракет.
У листопаді 2022 року стало відомо, що ракетний комплекс РС-28 «Сармат» все ж було запущено у серійне виробництво, але точних термінів появи на озброєнні озвучено не було.
У лютому 2023 року Росія, ймовірно, провела невдалі випробування ракети «Сармат». 1 вересня 2023 року росіяни поставили на бойове чергування комплекс «Сармат».

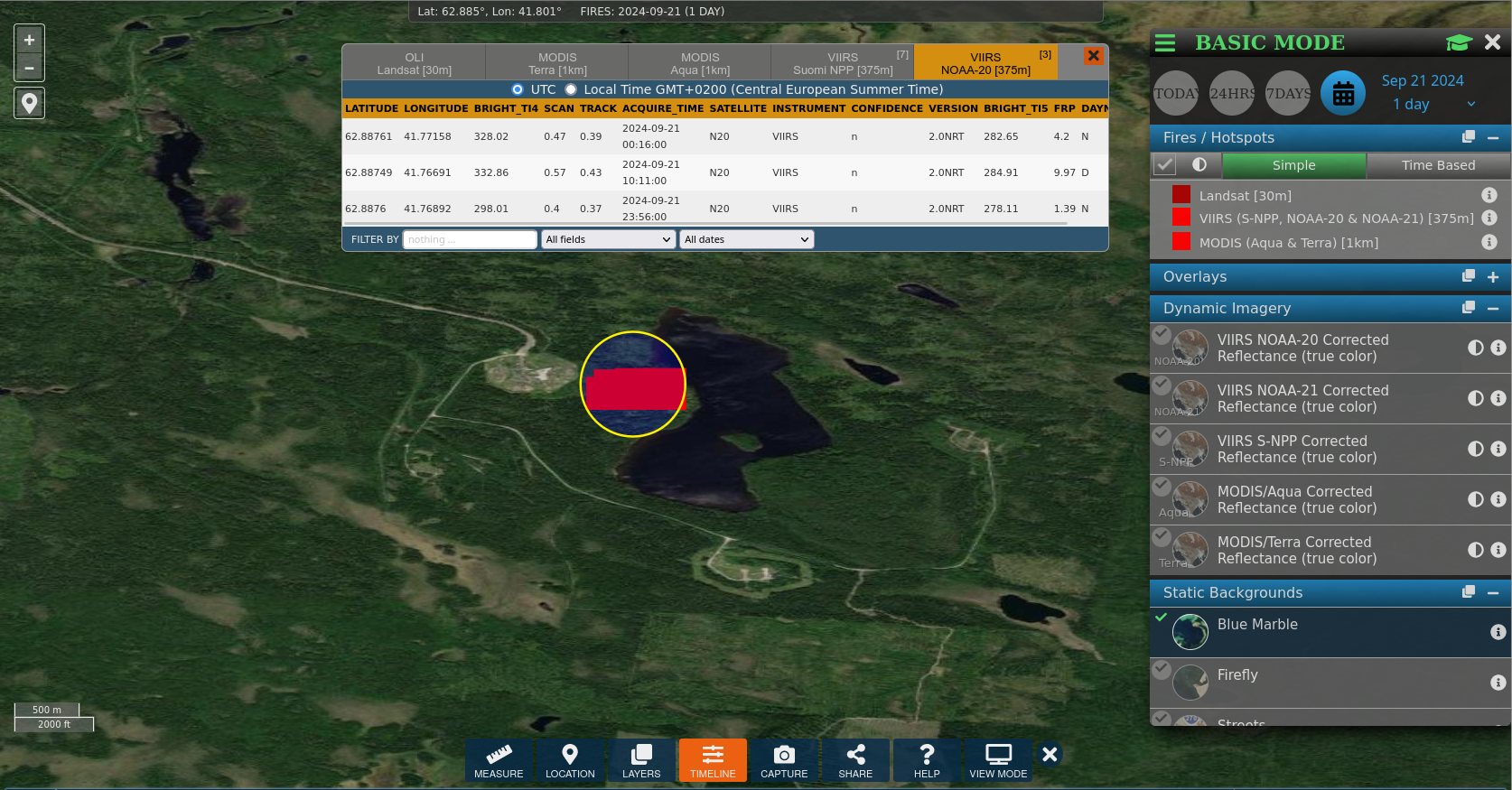
Супутниковий знімок Система пожежної інформації для управління ресурсами НАСА пожежі під час випробувань МБР «Сармат» на космодромі «Плесецьк» 21 вересня 2024 року

21 вересня 2024 року випробування ракети РС-28 на російському космодромі «Плесецьк» відбулися невдало, стався вибух ракети просто в шахті під час спроби запуску.

## Технічні характеристики
Заявляється що ракета здатна нести ядерний заряд у 7,5 — 8 мегатонн на відстань у 18 тисяч кілометрів. Оснащується ракетним рідиннопаливним двигуном РД-264, який використовується на ракетах «Воєвода». Може ухилятися від будь-яких систем ПРО та має велику кількість хибних цілей. Ракета оснащена комплексом активного захисту «Мозырь».